# Гусаки (Польща)
Гусаки (Гусакі, пол. Husaki) — село в Польщі, у гміні Більськ-Підляський Більського повіту Підляського воєводства. Населення — 72 особи (2011).

## Історія
Вперше згадується 1576 року.
У 1975—1998 роках село належало до Білостоцького воєводства.

## Демографія
Демографічна структура станом на 31 березня 2011 року:
|          | Загалом | Допрацездатний вік | Працездатний вік | Постпрацездатний вік |
| -------- | ------- | ------------------ | ---------------- | -------------------- |
| Чоловіки | 34      | 2                  | 13               | 19                   |
| Жінки    | 38      | 4                  | 8                | 26                   |
| Разом    | 72      | 6                  | 21               | 45                   |